# Stefania Elbanowska-Ciemuchowska
Stefania Elbanowska-Ciemuchowska – fizyk, doktor nauk humanistycznych, pracownik dydaktyczny Uniwersytetu Warszawskiego i SGSP. Od 2007 roku pełni funkcję Pełnomocnika Rektora ds. Kształcenia Nauczycieli na Uniwersytecie Warszawskim.

## Życiorys
Popularyzuje fizykę wśród dzieci poprzez książki popularnonaukowe:
- „Tajemnice wody”(1987),
- „Tajemnice światła” (1989) z ilustracjami Jerzego Flisaka,
- „Dookoła fizyki” (1998) z ilustracjami Piotra Zwierzchowskiego,
- „Jak zadziwić przedszkolaka tym, co świeci, pływa lata” z ilustracjami Zenona Porady (1994)[3].

W latach 1999–2000 prowadziła kącik z fizyką w Programie Telewizyjnym „Domowe Przedszkole”. Jest autorką szkolnych podręczników do fizyki i przyrody oraz licznych publikacji naukowych będących między innymi wynikiem współpracy z Wydziałem Matematyczno-Fizycznym Uniwersytetu Karola w Pradze. W książce „Zainteresowania młodzieży naukami ścisłymi” (2010) opisała znaczenie, jakie dla młodych ludzi pełni edukacja matematyczno-przyrodnicza.
Stefania Elbanowska-Ciemuchowska jest zamężna, ma dwójkę dzieci: syna Tomasza (historyk i dziennikarz) oraz córkę Agnieszkę (reżyser i scenarzysta).